# Fairfax (Califòrnia)
Fairfax és una població dels Estats Units a l'estat de Califòrnia. Segons el cens del 2000 tenia 7.319 habitants.

## Demografia
Segons el cens del 2000, Fairfax tenia 7.500 habitants, 3.306 habitatges, i 1.811 famílies. La densitat de població era de 1.326,7 habitants/km².
Dels 3.306 habitatges en un 27,4% hi vivien nens de menys de 18 anys, en un 41,2% hi vivien parelles casades, en un 10% dones solteres, i en un 45,2% no eren unitats familiars. En el 31,1% dels habitatges hi vivien persones soles el 7,4% de les quals corresponia a persones de 65 anys o més que vivien soles. El nombre mitjà de persones vivint en cada habitatge era de 2,2 i el nombre mitjà de persones que vivien en cada família era de 2,76.
Per edats la població es repartia de la següent manera: un 19,2% tenia menys de 18 anys, un 4,7% entre 18 i 24, un 33,5% entre 25 i 44, un 33,1% de 45 a 60 i un 9,5% 65 anys o més.
L'edat mitjana era de 42 anys. Per cada 100 dones de 18 o més anys hi havia 89,2 homes.
La renda mitjana per habitatge era de 58.465 $ i la renda mitjana per família de 68.308 $. Els homes tenien una renda mitjana de 51.457 $ mentre que les dones 40.815 $. La renda per capita de la població era de 34.080 $. Entorn del 4,3% de les famílies i el 6,5% de la població estaven per davall del llindar de pobresa.

## Poblacions més properes
El següent diagrama mostra les poblacions més properes.